# 탄자니아 혁명당
탄자니아 혁명당(스와힐리어: Chama Cha Mapinduzi 차마 차 마핀두지; CCM)은 1977년 창당 이래 줄곧 탄자니아의 집권당으로, 남아프리카 공화국의 국민당에 이어 두 번째로 역사가 긴 집권당이다.
TANU와 그 후계자 CCM은 독립 이후 탄자니아를 중단 없이 통치해왔다. CCM은 다당제가 만들어진 이후 1995년, 2000년, 2005년, 2010년, 2015년 5차례의 총선에서 승리했다. 2005년 대통령 후보였던 자카야 키퀘테는 80% 이상의 지지를 받으며 압도적인 표차로 승리했다. 2010년 선거에서는 239개 선거구 중 186개 선거구에서 당선되어 국민의회에서도 완전한 과반수 의석을 계속 차지하고 있다.

## 역사
1977년 2월 5일 탕가니카의 집권당인 탕가니카 아프리카 국민연합과 잔지바르의 집권당인 아프로시라지당의 합당을 통해 줄리어스 니에레레의 주도로 창당되었다.
탄자니아 혁명당은 1961년 탕가니카의 독립 이후 탄자니아의 정치를 지배해 왔다. ASP와의 합병으로 인해 1977년부터 잔지바르의 집권당이기도 했지만, 권력 장악력은 민주진보당에 의해 더 많은 경쟁을 받았다.
결성부터 1992년까지, 국가에서 유일하게 합법적으로 허용된 정당이었다. 매 5년마다 국가 의장은 자동으로 5년 임기의 대통령으로 선출되었다. 그는 국민 투표를 통해 취임을 확정받았다. 동시에 유권자들에게는 국회의원이나 번게 후보자 2명이 제시됐다. 이것은 1992년 7월 1일 헌법 개정과 하나 이상의 정당의 형성과 운영을 허용하고 규제하는 많은 법들이 국회에 의해 제정되면서 바뀌었다.

## 이념
줄리어스 니에레레가 실각한 이후 그 어떠한 것도 탄자니아 혁명당의 이념으로 제시되지 않았으나 이 당은 언론들에 의해 보수주의 정당으로 묘사된다. 오늘날 탄자니아 혁명당은 범아프리카주의를 비난하고, 탄자니아 국민주의를 표방하는 것으로 알려져 있다.
줄리어스 니에레레의 실각 이후 당을 장악한 알리 하산 므위니가 남성우월주의와 반여성주의를 조장했다는 의혹이 일고 있다. 그 기간 동안 탄자니아 혁명당의 여성 당원들이 지위를 잃거나 추방되는 일이 빈번했고, 니에레레의 성별 할당제 추진 시도를 비롯한 진보적 정책은 폐기되었다.

## 지지기반
1995년 이후 이 당의 지지기반은 시골에 위치한 것으로 알려져 있다. 그러나 언론들은 해당 지역의 득표율이 저조하다는 점을 들어 조직적인 부정선거가 아루어지고 있다는 의혹을 제시하고 있다.

## 위임장
의회, 국회 및 연합 공화국의 대통령은 탄자니아 연합 공화국 헌법 제3장으로부터 권한과 기능을 얻다. 헌법에는 의회의 설립, 구성 및 기능을 승인하는 조항이 포함되어 있다.

## 기능들
의회는 잔지바르 정부의 범위에 속하지 않는 연합 및 비연합 문제를 모두 처리할 권한이 있다. 그것은 법안을 논의하고 법을 통과시키는 책임이 있다. 그것은 또한 정부의 행정부의 행동을 면밀히 조사한다.